# 爱我就陪我看电影
《爱我就陪我看电影》（英語：Lovers & Movies），中国大陆爱情喜剧片，导演牛朝阳，主演吴镇宇、余男、金范、古力娜扎、任达华、姜武、惠英红、张雪迎、王宗泽、牛犇、鲁园。

## 剧情
该片讲述00后、90后、80后、70后、60后等不同族群对友情、爱情和家庭的看法和做法。

## 演出
| 演员     | 角色   |
| 吴镇宇   | 姚星杰 |
| 余男     | 若瑶   |
| 金范     | 林君   |
| 古力娜扎 | 佳梦   |
| 任达华   | 邱季唐 |
| 惠英红   | 婉华   |
| 王宗泽   | 邱水   |
| 张雪迎   | 丝雨   |
| 姜武     | 刘师傅 |
| 牛犇     | 老爷爷 |
| 鲁园     | 老奶奶 |
| 孙琦     | 杨帆   |
| 黄兴饶   | 回声儿 |
| 杨梓邑   | 周宝儿 |
| 姚美伊   | 苏小梅 |

## 制作
韩国男演员金范曾出演《花样男子》（又名《流星花园》）的男主角之一，也曾在出演《狄仁杰之神都龙王》。
2014年12月8日，该片杀青。

## 獎項
- 第七届金扫帚奖颁奖典礼 最令人失望中小成本影片